# Базиліка Святого Ремігія
Базиліка Святого Ремігія (фр. Basilique Saint-Remi) — культова споруда, римсько-католицька церква в Реймсі, колишня монастирська церква абатства Святого Ремігія, заснованого в VI столітті. Сучасна будівля базиліки споруджена в першій половині XI століття. У базиліці є могила святого Ремігія, об'єкт паломництва. Церква включена до списку об'єктів світової спадщини ЮНЕСКО.

## Історія

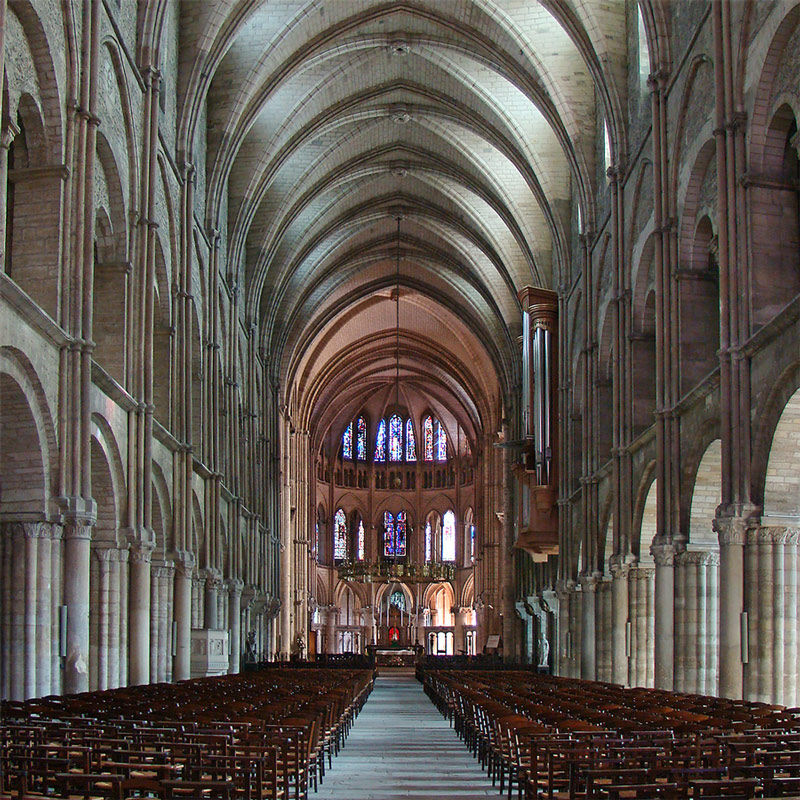
Наав базиліки

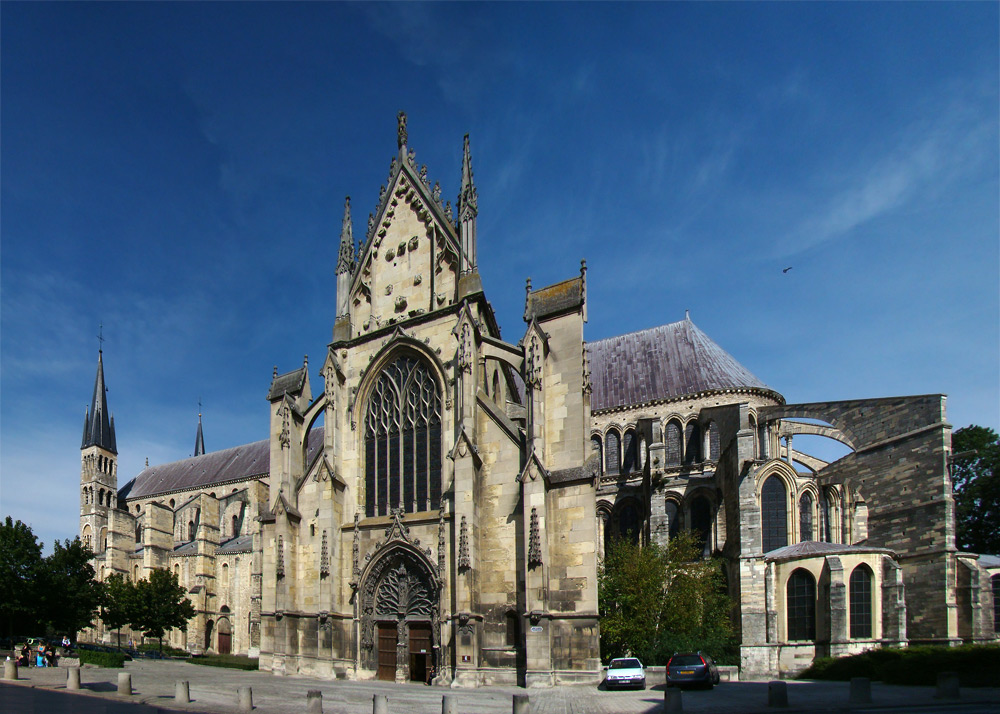
Портал південного трансепта

Чернеча обитель у Реймсі заснована в VI столітті при капелі Святого Христофора, де в 533 поховали святого Ремігія. У 760 році обитель отримала офіційний статус бенедиктинського монастиря Святого Ремігія. Широке шанування святого і щедрі пожертви сприяли швидкому зростання монастиря, і монастир швидко став центром паломництва. З 780 по 945 роки Реймські архієпископи були також і абатами монастиря Святого Ремігія. Саме в цьому абатстві Карл Великий приймав папу Лева III.
У першій половині XI століття велося будівництво нової монастирської церкви, спорудженої в романському стилі, яку освятив папа Лев IX у 1049. У XII столітті храм частково перебудували, після чого він набув деяких готичних рис: споруджено новий портик замість старого романського, центральну наву продовжили на дві готичні травеї, побудували новий готичний хор з галереєю і п'ятьма каплицями, а також створили численні вітражі. Ще одна важлива зміна в архітектурі була зроблена виходячи з інтересів паломників — після перебудови могила святого Ремігія виявилася в апсиді, і паломники могли бачити її тільки здалеку. Для доступу людей до могили був створений деамбулаторій за вівтарем.
Монастирська бібліотека та школа мали настільки високу репутацію, що папа Олександр III написав абатові лист подяки, що дійшов до нас. В XVII столітті абатство Святого Ремігія перейшло в конгрегацію Святого Мавра, гілка бенедиктинців.
У 1793 монастир, як і інші французькі монастирі були закриті. Базиліка була розорена революціонерами, загинуло безліч цінних предметів декору, але вітражі XII століття вціліли. Надалі базиліка продовжувала своє існування як парафіяльна церква.
У 1918 в ході першої світової війни будівля церкви серйозно постраждала від німецьких бомбардувань, але згодом її було відновлено. В 1991 році базиліка Святого Ремігія разом з двома іншими пам'ятками Реймса — Кафедральним собором та Палацом То були включені до списку об'єктів Всесвітньої спадщини ЮНЕСКО.
У 1996 базиліку відвідував папа Іван-Павло II, який очолював урочистості з нагоди 1500 років хрещення Хлодвіга святим Ремігієм.

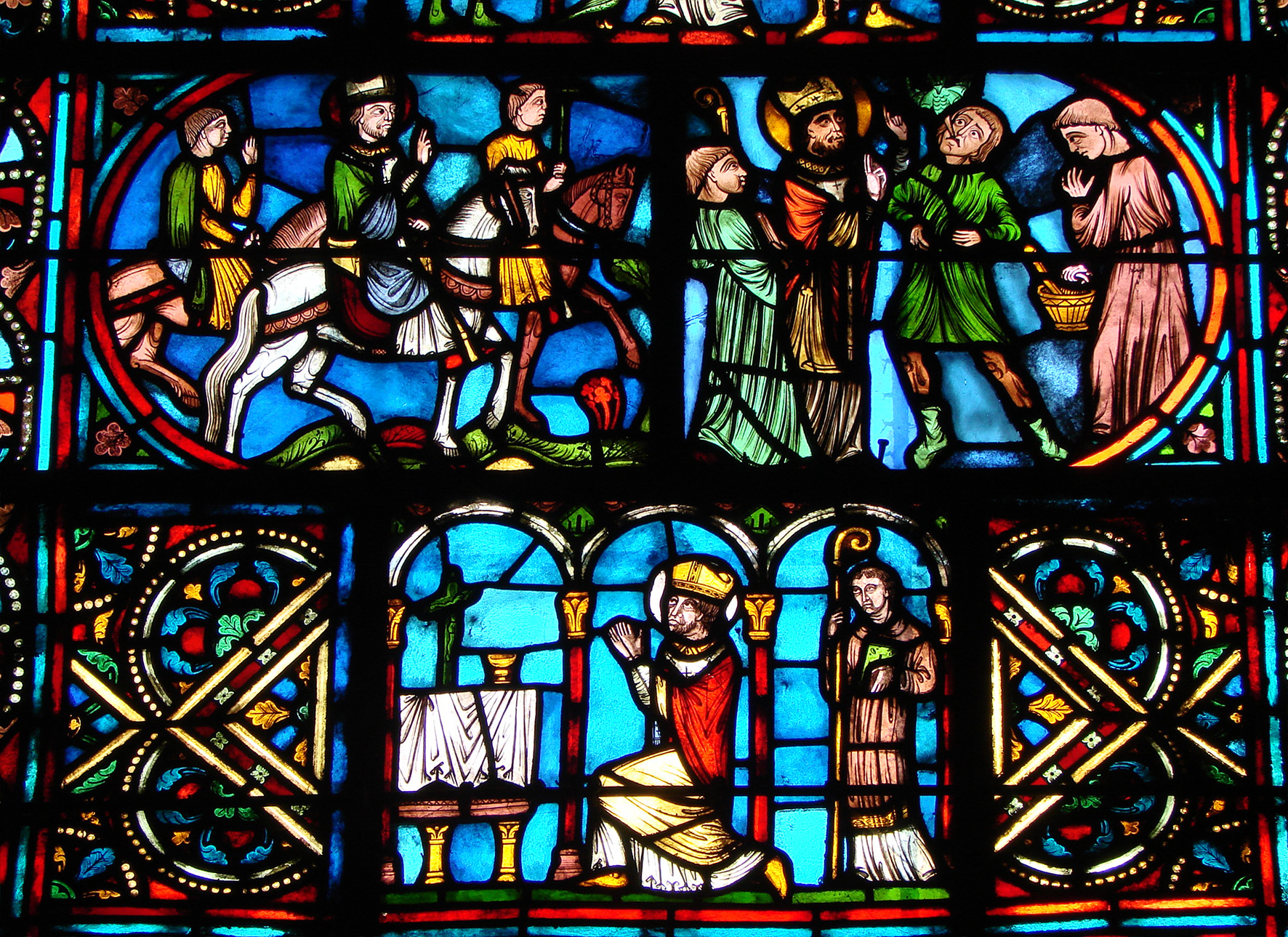
Вітражі

## Архітектура та інтер'єр
Церква має в плані латинський хрест. Неф і рукава трансепта — романські, це найстародавніші частини храму. Хор і галерея з каплицями виконані в готичному стилі. Найновіша частина — фасад південного трансепта.
У апсиді збереглися справжні вітражі XII століття, особливу цінність мають давні гобелен и, на яких представлені епізоди життя святого Ремігія.
У базиліці поховані Реймські архієпископи та члени королівських родин, зокрема король франків Карломан, брат Карла Великого і король Франції Людовик IV.